# Eckerd Corporation

Logo Eckerd Pharmacy

Die Eckerd Corporation war eine 1896 gegründete US-amerikanische Drogeriemarkt-Kette, die bis 2007 bestand. Ihr Hauptsitz war zuletzt in Warwick, Rhode Island. Auf dem Höhepunkt ihres Bestehens war Eckerd Pharmacy die zweitgrößte Drogeriekette in den Vereinigten Staaten mit rund 2.802 Filialen unter dem Namen Eckerd Pharmacy in 23 Bundesstaaten.
Eckerd wurde 1996 von JCPenney aufgekauft. Nach jahrelangen Verlusten und gescheiterten Versuchen, das Unternehmen zu sanieren, wurde die Kette 2004 aufgeteilt. 1.271 Filialen und das Versandgeschäft wurden an den Konkurrenten CVS Health verkauft, der Rest wurde von der Jean Coutu Group übernommen. Jean Coutu verkaufte die Kette 2007 an Rite Aid, und der Name verschwand kurz darauf.

## Geschichte

Eckerd-Filiale Main Street, Columbia, South Carolina (1979)

Eckerd wurde im September 1898 von den 27-jährigen J. Milton Eckerd und Z. Tatom in Erie, Pennsylvania, mit einer Investition von $ 600 gegründet. In den Anfangsjahren war das Unternehmen als Erie Cut-Rate Medicine Store tätig. Im Jahr 1912 verkauften Eckerd und Tatom ihr ursprüngliches Geschäft an Eckerds Söhne und zogen nach Wilmington, Delaware, um dort ein neues Geschäft zu eröffnen. Von Delaware aus expandierte die Kette nach North Carolina und später nach Florida. Jack Eckerd, der Sohn des Gründers, war für die Expansion des Unternehmens verantwortlich, als er 1952 drei Geschäfte in Florida erwarb, übernahm er das Unternehmen.
1961 wurde Eckerd von einer Einzelfirma in eine Aktiengesellschaft umgewandelt und verkaufte Aktien im Wert von $ 2 Millionen. Auf dem Höhepunkt seines Erfolges verfügte Eckerd über 2.800 Filialen in mehr als 20 Bundesstaaten, darunter 1.600 Filialen mit Eckerd Express Photo Ein-Stunden-Fotolabors in 19 Bundesstaaten, und erwirtschaftete im Geschäftsjahr 2000 einen Umsatz von 13,1 Milliarden Dollar (~21,3 Milliarden Dollar im Jahr 2022). Zwischen 1968 und 1985 besaß Eckerd die Kaufhäuser Eckerd's Apparel und J. Byrons sowie VideoConcepts, eine Kette von Elektronikgeschäften in Einkaufszentren.  die 55 J. Byrons-Filialen wurden an die US-amerikanische C&A-Tochter Amcena Corporation  und 207 VideoConcepts-Filialen wurden 1985 an die Tandy Corporation veräußert.
Ära JCPenney
JCPenney und Eckerd einigten sich im November 1996 auf eine Fusion, die 1997 vollzogen wurde. Penney zahlte 3,3 Milliarden Dollar und übernahm 760 Millionen Dollar Schulden, um Eckerd zu erwerben und kombinierte es mit seiner Thrift Drug-Kette mit 800 Filialen. Im Rahmen der Vereinbarung wurden alle Thrift Drug-Drogeriemärkte von JCPenney (Thrift Drug, Kerr Drugs, Fay's Drugs und einige Rite Aid-Filialen) auf den Namen Eckerd umgestellt. JCPenney kaufte außerdem mehr als 500 weitere Filialen von vier anderen Ketten im Bundesstaat New York, in Virginia und in den Carolinas, wie z. B. 1998 die Übernahme der Genovese-Kette mit 141 Filialen im Großraum New York. Diese Filialen wurden 2003 umbenannt.
In dieser Zeit wurde Eckerd zur zweitgrößten Drogeriemarktkette der USA mit über 2.800 Filialen, die sich von New York und Connecticut bis nach Florida und westlich bis nach Arizona erstrecken. Ein Überbleibsel aus der Zeit von Thrift Drug, das nach der Fusion übernommen wurde, waren die JCPenney Catalog Centers in einigen Filialen, die es den Eckerd-Kunden ermöglichten, Waren aus Katalogen zu bestellen und sie in einer Eckerd-Filiale abzuholen. Als Technologien wie die Bestellung über das Internet an Bedeutung gewannen, geriet Eckerd ins Hintertreffen, weil es nicht gelang, seine IT-Netzwerke zu aktualisieren. Im Laufe der nächsten sieben Jahre betrachtete JCPenney Eckerd als zu defizitär, und erklärte im März 2004 offiziell, dass sie Eckerd in ihren Büchern als aufgegebenen Vermögenswert führen würden. Im Zusammenhang mit dem Verkauf der Drogeriemarktkette, die 45 Prozent des Jahresumsatzes ausmachte, nahm JCPenney eine Gewinnminderung in Höhe von 1,3 Milliarden Dollar vor.
Verkauf an CVS und Jean Coutu
Im Juli 2004 verkaufte JCPenney die Eckerd-Kette an die CVS Corporation und die Jean Coutu Group für insgesamt 4,5 Mrd. USD. CVS erwarb 1.271 Eckerd-Filialen in Florida, Texas und anderen Südstaaten sowie die Eckerd-Geschäftsbereiche Pharmacy Benefits Management und Versandhandel 2,15 Milliarden Dollar. Die Jean Coutu Group erwarb die verbleibenden 1.540 Filialen im Nordosten und im mittleren Atlantik (im Wesentlichen alles von Georgia nach Norden) für 2,375 Milliarden Dollar.
Die von CVS übernommenen Filialen wurden Ende 2004 und 2005 in CVS-Apotheken umgewandelt, wodurch der Name Eckerd in Märkten wie Florida, Texas, Oklahoma, Louisiana und Mississippi, die traditionell zu den Hochburgen der Kette gehörten, verschwand. Als Bedingung für den Verkauf akzeptierte CVS bis Juli 2014 die Kreditkarte von JCPenney.
Brooks Eckerd
Jean Coutu fusionierte die erworbenen Eckerd-Filialen mit seiner bestehenden amerikanischen Apotheke Brooks. Das fusionierte Unternehmen hatte seinen Sitz in der Unternehmenszentrale von Brooks in Warwick, Rhode Island. Die Eckerd- und die Brooks-Kette teilten sich viele der gleichen Unternehmensfunktionen. Jean Coutu führte die erworbenen Geschäfte unter dem leicht abgewandelten Namen und Logo "Eckerd Pharmacy" mit einer roten Eckerd-Kapsel, um die Ketten Eckerd und Brooks zu vereinheitlichen.
Übernahme durch Rite Aid
Am 23. August 2006 wurde bekannt, dass Rite Aid 1.858 Eckerd Pharmacy- und Brooks Pharmacy-Filialen von Jean Cotou übernehmen würde. Der Name Eckerd Pharmacy wurde 2007 abgeschafft. Die Filialen firmierten unter Rite Aid.